# Didymodon reticulatus
Didymodon reticulatus là một loài rêu trong họ Pottiaceae. Loài này được Gillies ex Grev. mô tả khoa học đầu tiên năm 1830.